# Тенерифское кружево

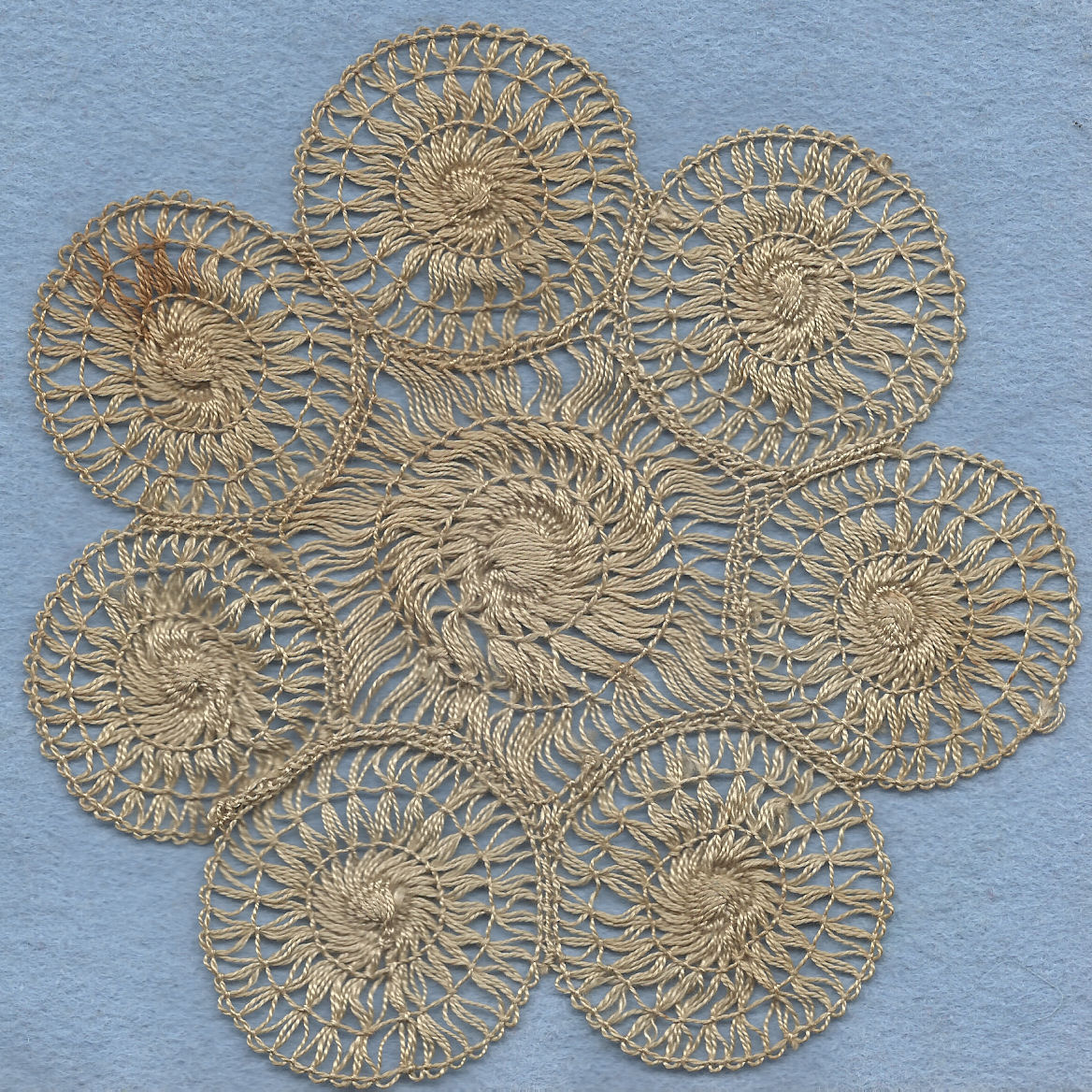
Тенерифе кружева

Тенерифское кружево (кружево Тенерифе) или «розетта канарская» — игольное кружево с Канарских островов.
Также данный тип игольного кружева называют «солнечным». Своё название оно получило благодаря основному элементу, имеющему форму розетки, вышитой иглой на отходящих из её центра лучах из туго натянутых нитей.
Название говорит, что данный тип кружева произведён на островах (Лансароте и Тенерифе), и был экспортирован именно отсюда. Происхождение этого кружева неизвестно, и неизвестно, на каком острове зародилась техника.
Солнечное кружево состоит из кругов с нитками, натянутыми по радиусам. Каждую розетку выполняют отдельно, а затем вшивают в кружево. Розетка может быть в диаметре 4—10 см.
Солнечное кружево также производится квадратной, прямоугольной или эллиптической формы.

## История
Кружево Тенерифе (или Тенерифе) произошло от более ранних стилей кружева ришелье в виде медальонов и закруглённых мотивах на ткани, создаваемых путём разрезания и сшивания групп нитей в ткани. Характерный пример такой вышивки можно увидеть в сэмплере Сары Трал 1644 года. Из-за характера часто округлой структуры с острыми лучами оно напоминало солнце и также получило название «сол», то есть, «солнце». В конце концов, тканевый каркас заменили нитяным, опирающимся на булавки, а для создания рисунков на каркасе использовались иглы.
В XVI веке в Испании вошло в моду вышитое кружево-мережка в форме солнца.  Считается[кем?], что это умение было перенесено в Южную Америку с европейской колонизацией. Название Sol lace сохранилось в Боливии, Бразилии и Перу. Испанцы также принесли технику кружева на Канарские острова, где примерно с XVII века на Тенерифе начали делать кружево-солнце без подкладочной ткани. Несущие нити (представляющие собой солнечные лучи) зацепляются за булавки, воткнутые в прочную основу, где образуют круг, центр которого заполнен группировкой штопальных стежков, а внешняя часть узорчата завязыванием «лучиков». специальными («тенерифскими») узлами и штопальными стежками. После окончания работы кружево вырезают из ткани-основы, и, как правило, сшивают с другими мотивами, чтобы получился цельный солнечный шнурок.
К XIX веку способ изготовления кружева изменился, и возникли различия между методами, используемыми для изготовления кружева, известного как Тенерифе в Испании и няндути в Парагвае и других частях Южной Америки. Примеры фрагментов, воротников, платков, выполненных в этом стиле, сегодня можно найти в музеях.
В начале XX веке женщины[какие?] запатентовали различные устройства для создания основы для структуры нитей, также называемые ручными ткацкими станками.
В 1901 году Ада Сайкс Диксон получила патент на свой держатель для булавок для кружев, который был передан компании William Briggs & Co Ltd.
В 1903 году Августа Проктор создала стиль «держатель для кружев». К колесу Проктор или жёстким рамам квадратного типа также прилагалась книга с инструкциями. Эти предметы теперь являются антикварными предметами коллекционирования. К ним прилагались инструкции. Устройство «Пальма» рекламировалось как держатель, где штифты не требуются, а ручная модель имеет канавки для облегчения действий иглы.
В 1930-х — 1940-х годах кружево тенерифе иногда называли кружевом паутины в стиле полька.
В 1950-х годах была разработана и продана кружевная подушка в стиле Koppo Cushion. Этот гибкий и полезный стиль подушки используется и в 21 веке, и его можно воссоздать, используя инструкции и описания в патентных руководствах.

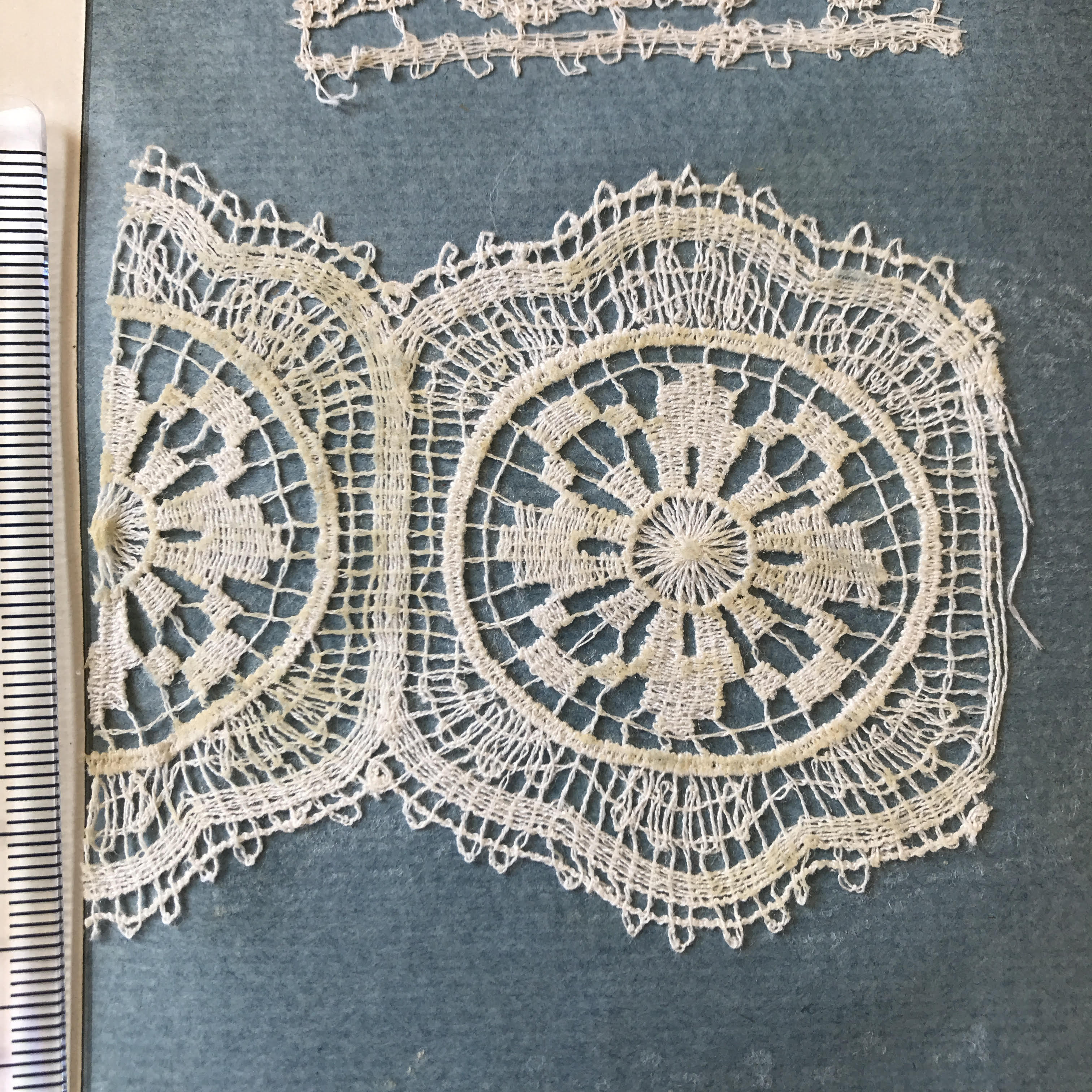
Образец машинного кружева с тенерифским мотивом

В конце XX века возрождение интереса к истории и стилю тенерифского кружева привело к публикации нескольких работ об этом кружеве с историческими деталями и узорами.

## Технология
В кружеве Тенерифе каждый круг выполняется отдельно. Сначала нить протягивается по круглым картам, блокам или подушечкам, покрытым тканью, вокруг булавок, воткнутых по краю. После окончания установки нитей узор вплетается в них иглой. Затем булавки удаляют, освобождая готовый мотив, после чего отдельные мотивы сшиваются.
Машинные образцы популярных стилей кружева также включали кружевные мотивы с Тенерифе. Сохранившийся образец, вероятно, был сделан на вышивальной машине Schiffli и взят из справочника, составленного компанией Midland Lace Company из Ноттингема, которая производила кружева Leavers (Nottingham) и вышитые кружева на огромных машинах. Справочник послужил источником вдохновения для дизайнеров кружева и содержал широкий спектр стилей и техник. Вышивка должна была выполняться на основе, которую можно было удалить с помощью нагревания, химикатов или воды, в зависимости от используемого материала.

## Использование
Одеяла, скатерти, абажуры, украшение женской одежды

## В России
В Петрозаводске прошел в рамках акции «Ночь в музеях» мастер-класс.
Данный тип кружева преподают в центрах дополнительного образования

## Галерея

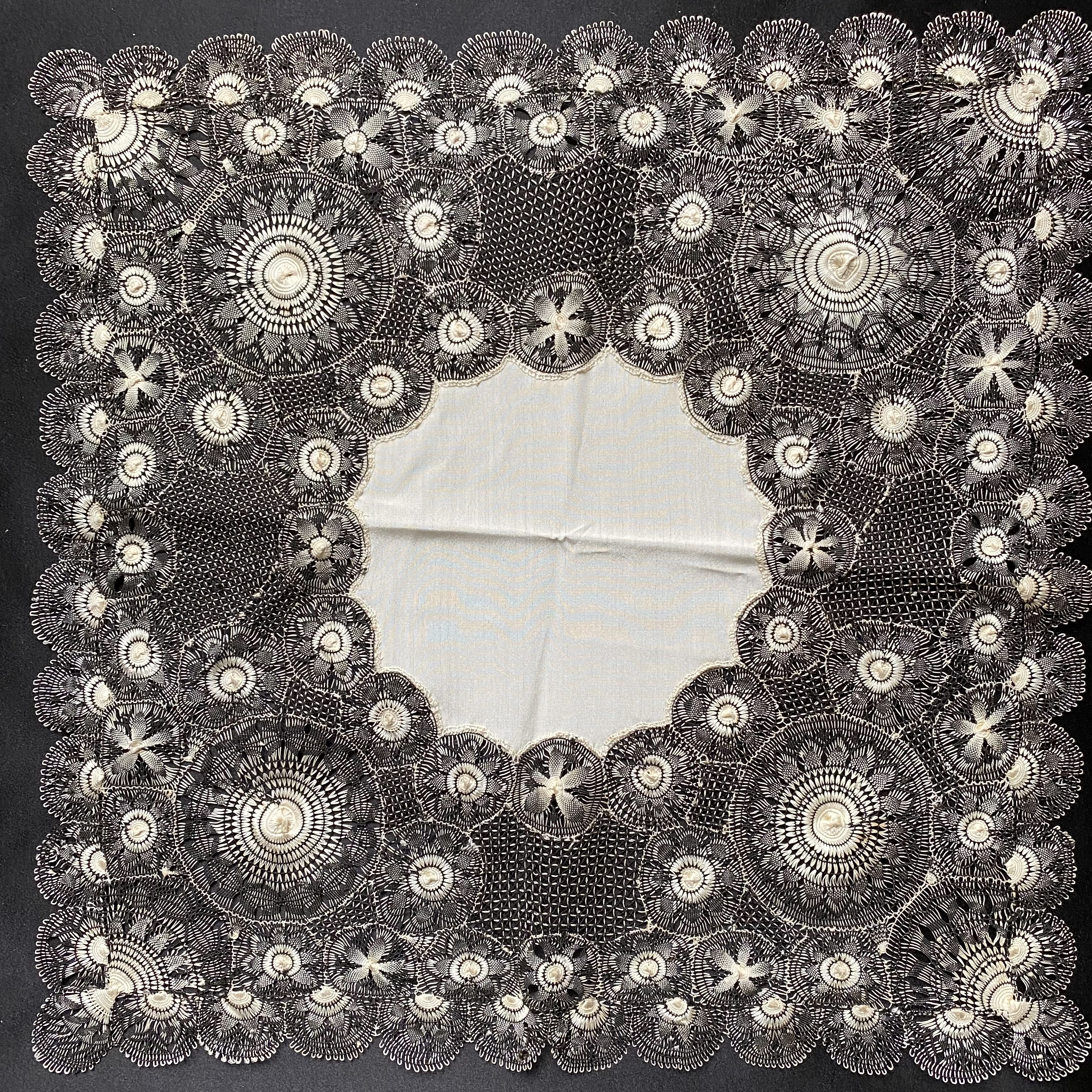
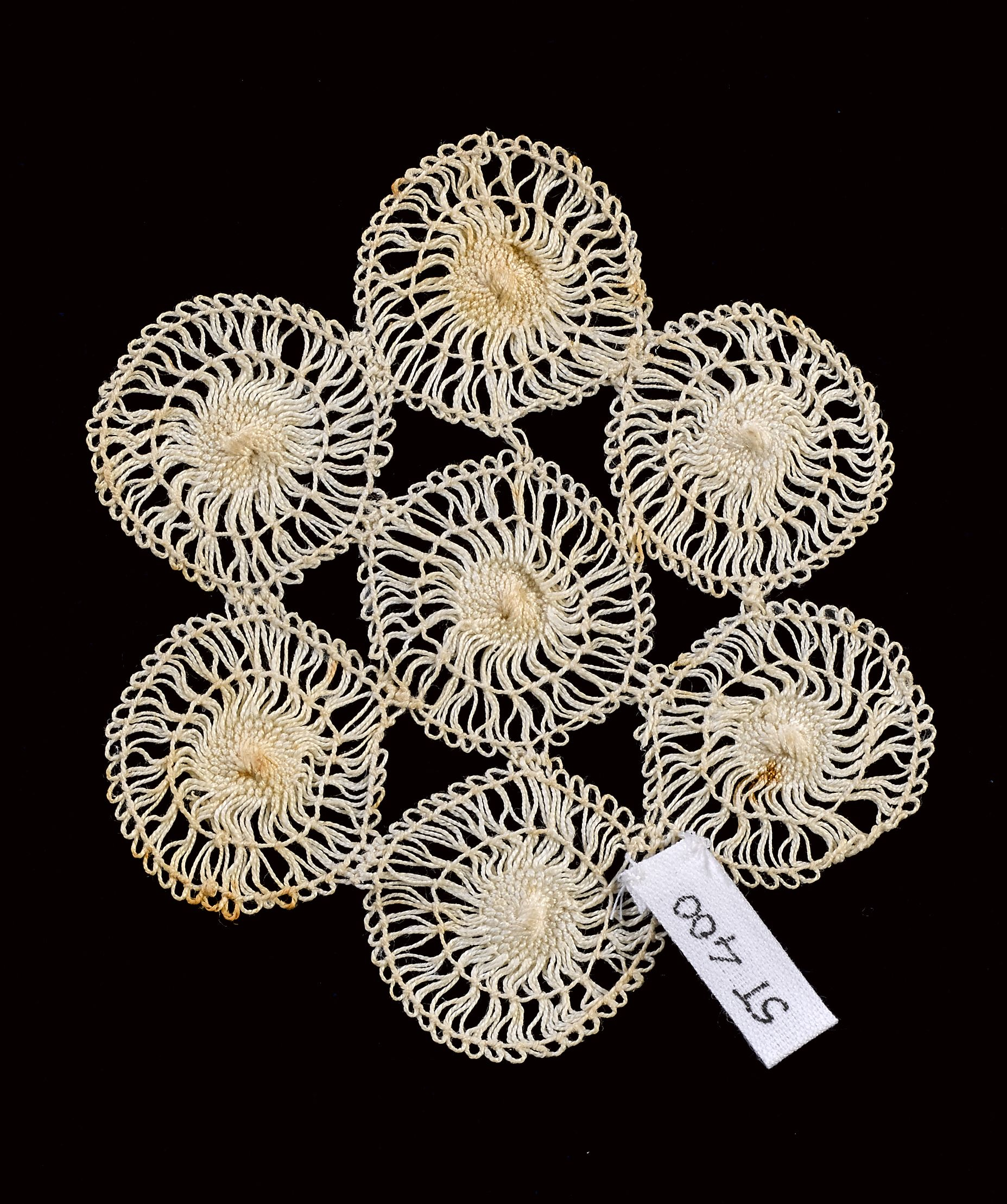
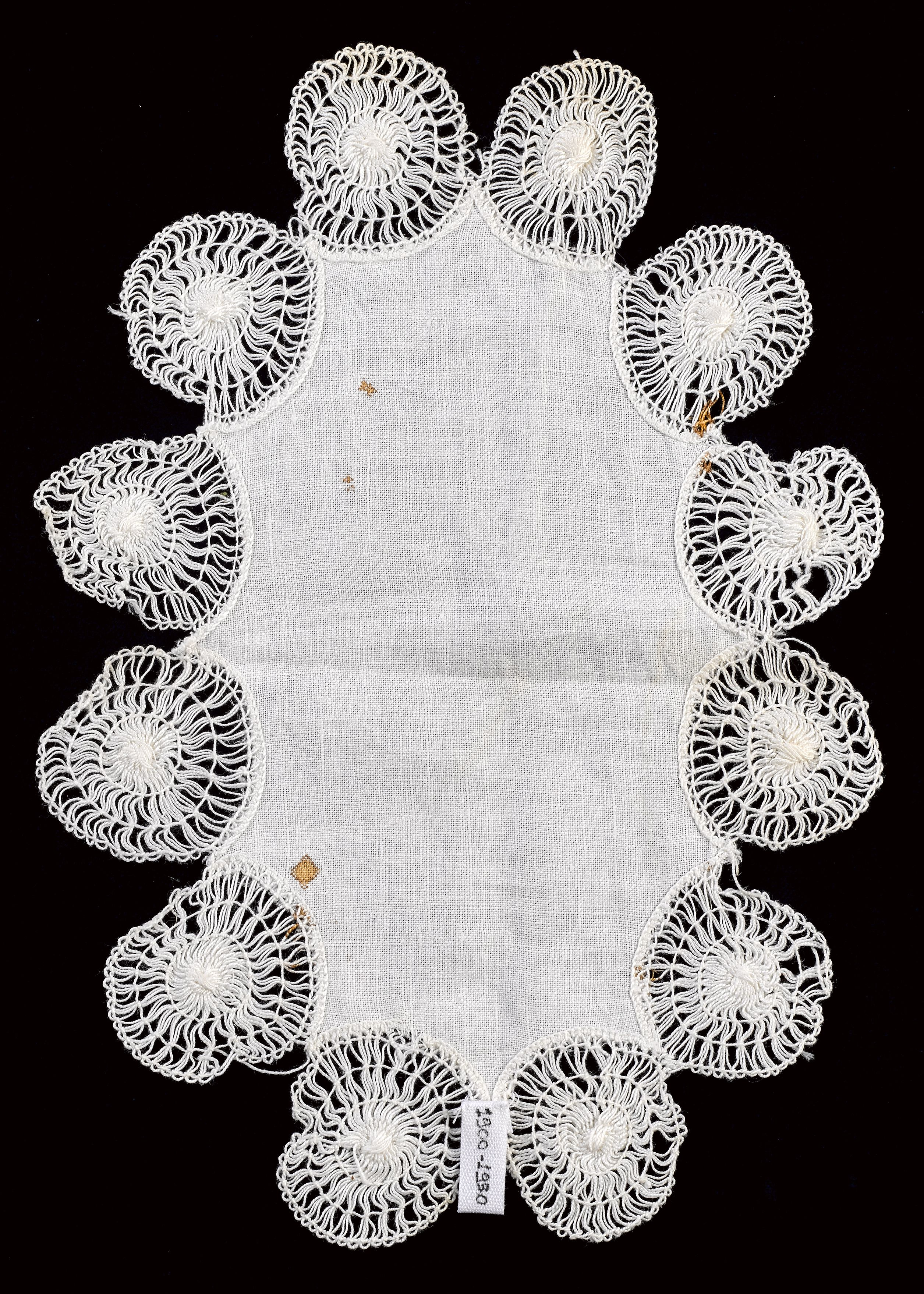
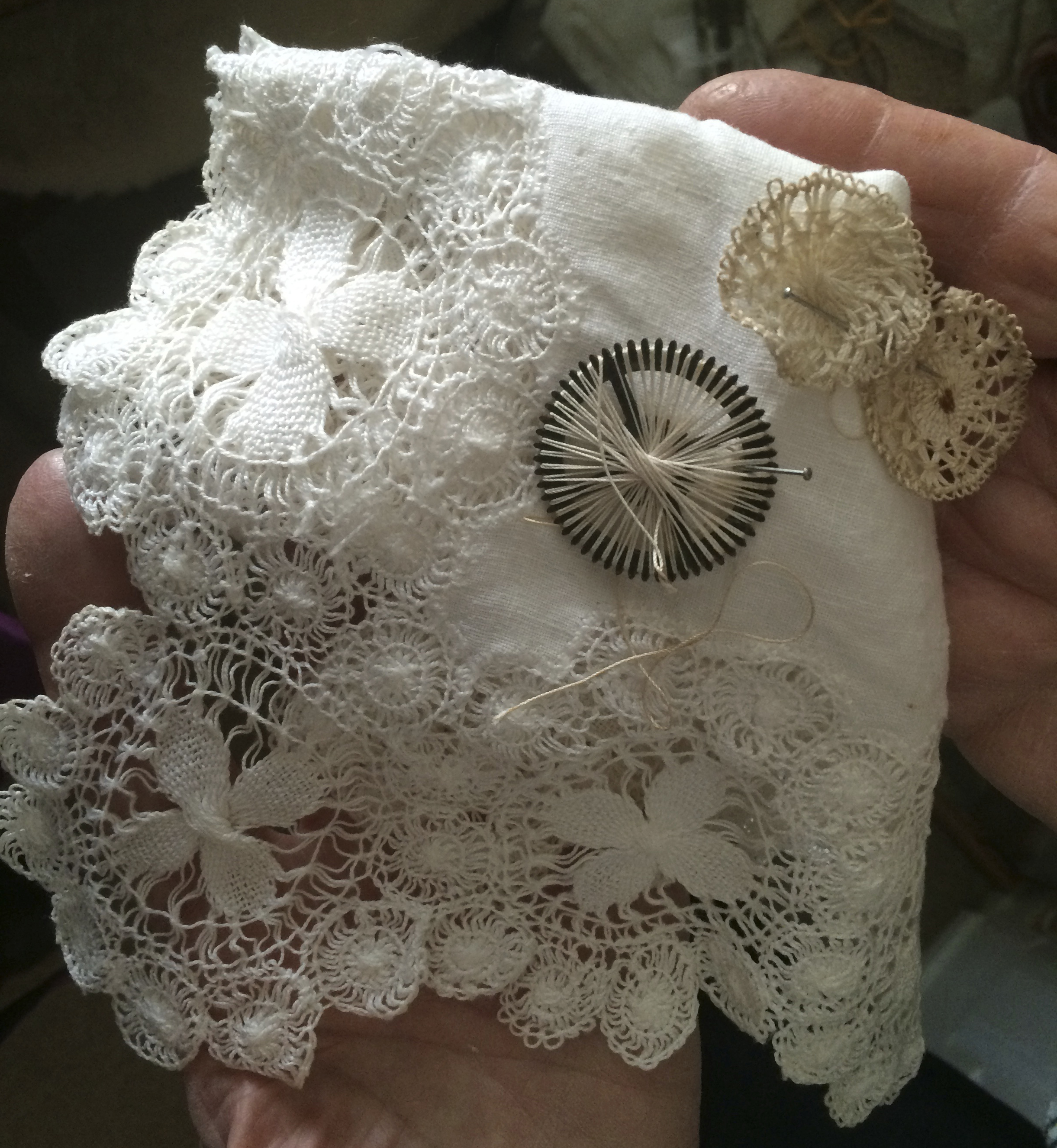
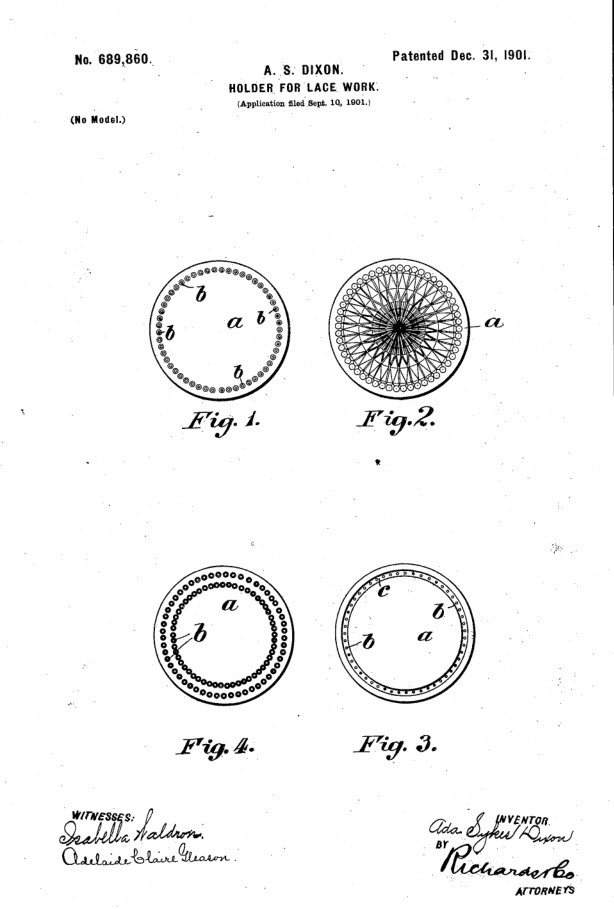
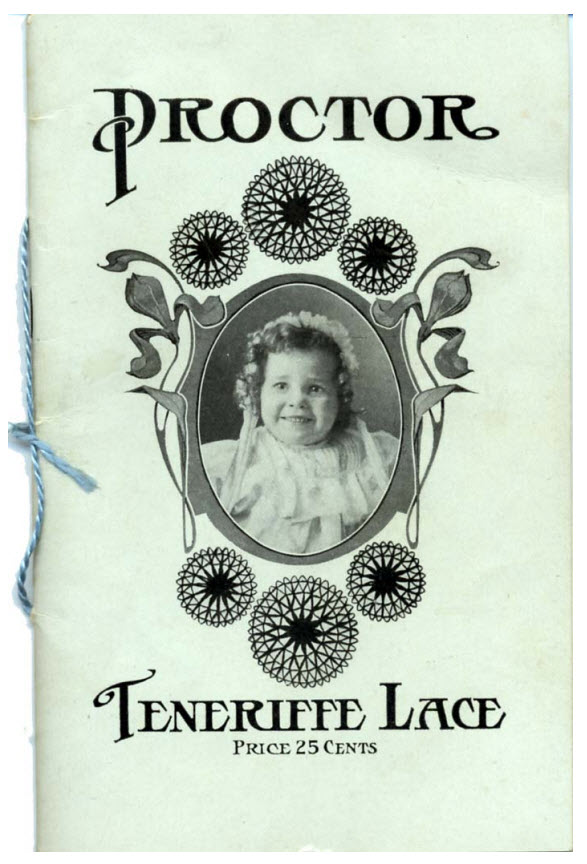
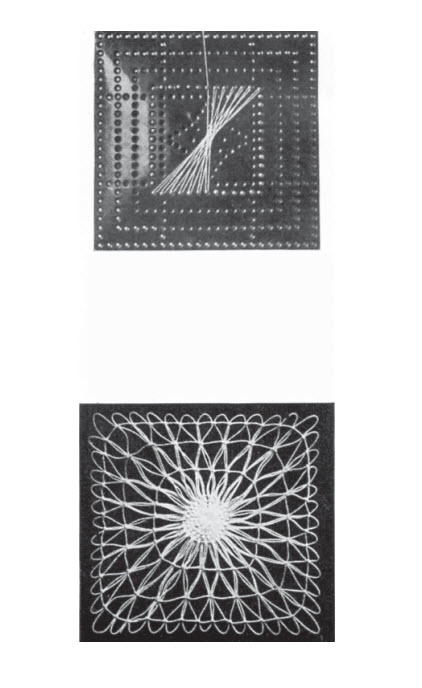
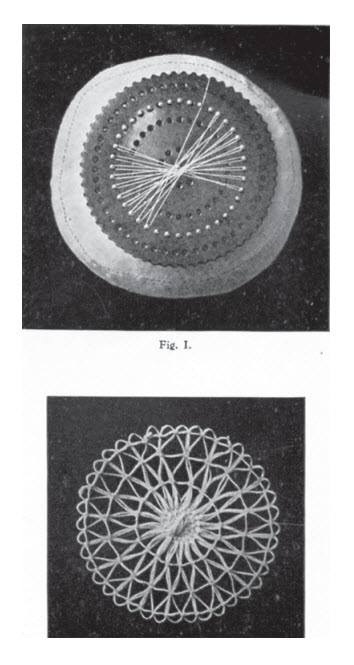
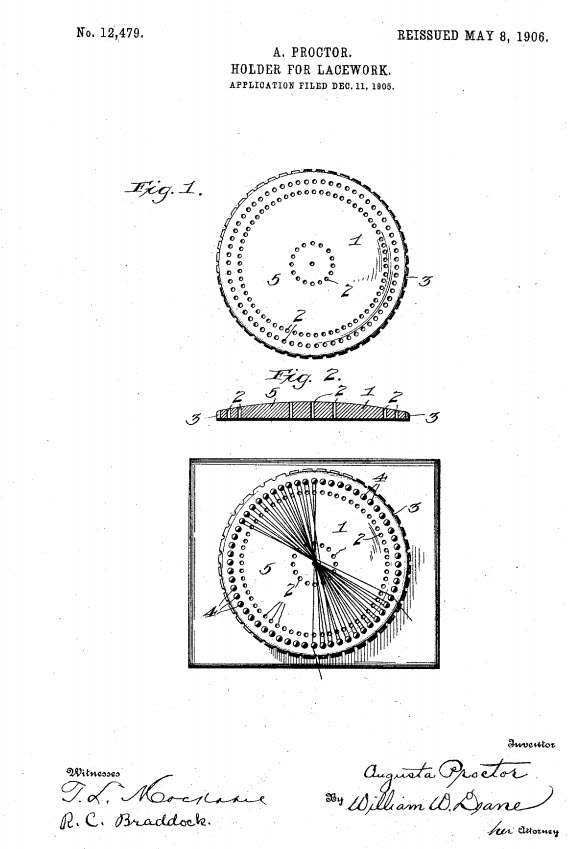
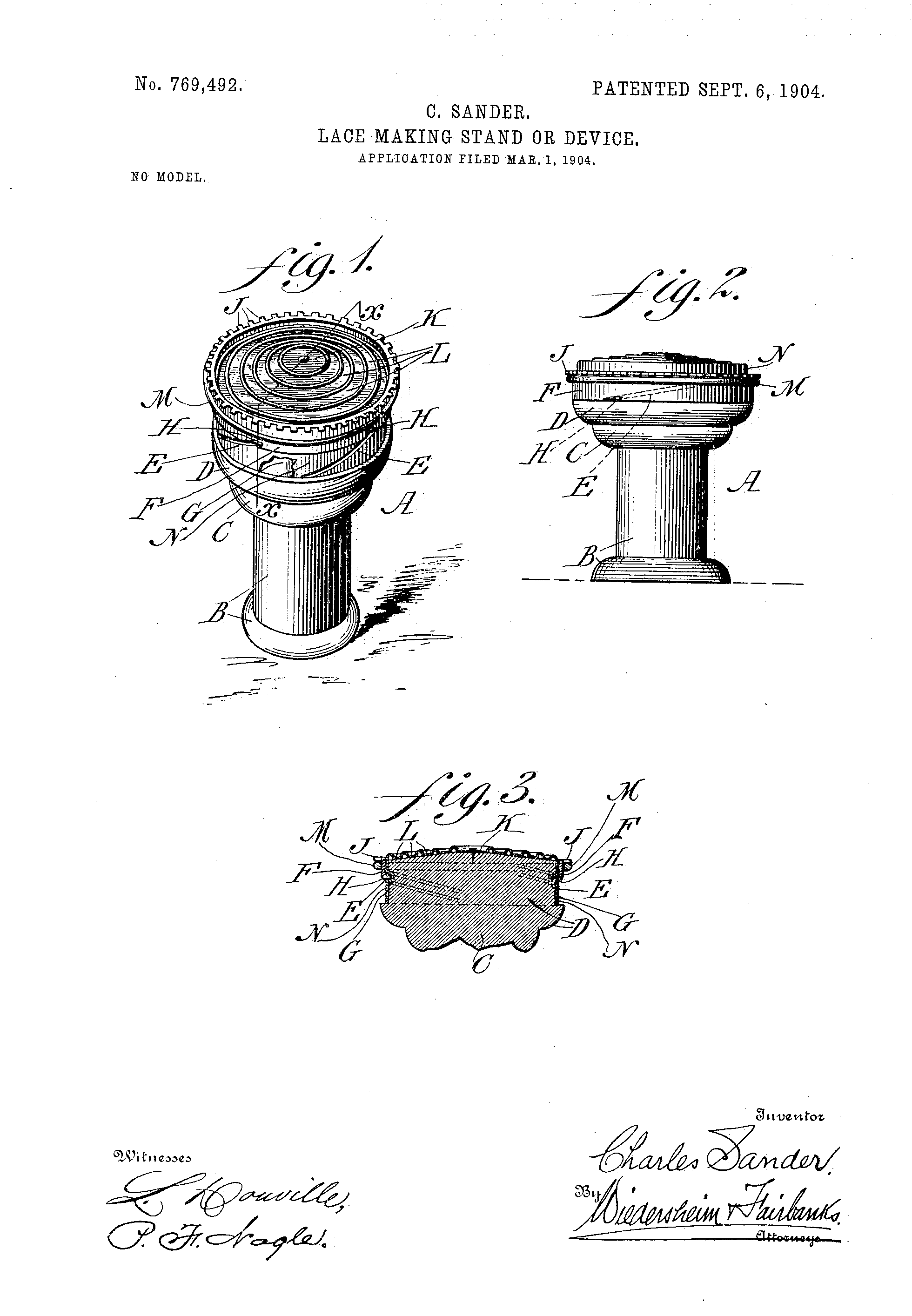
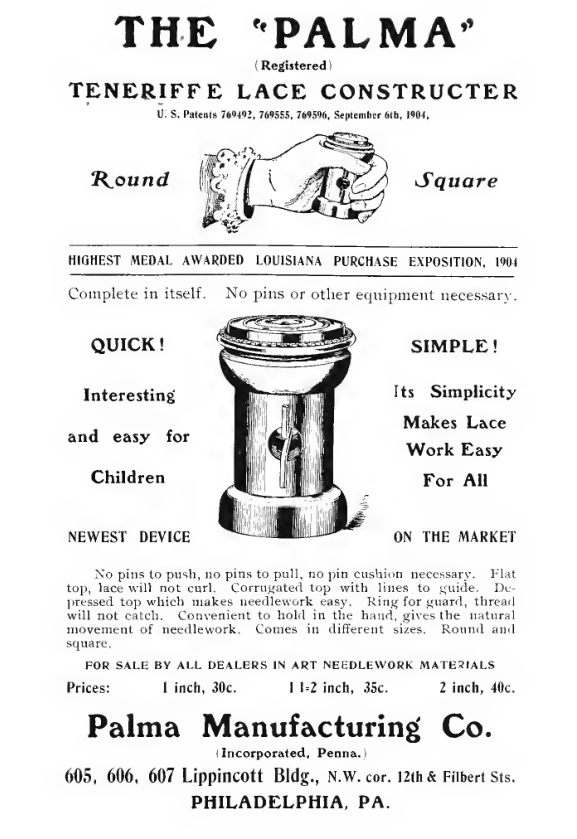
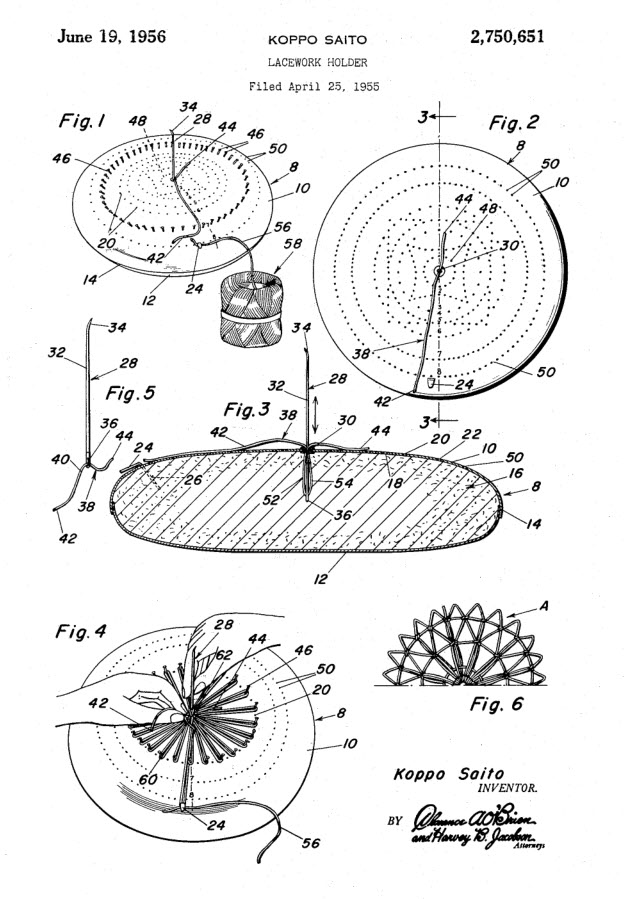
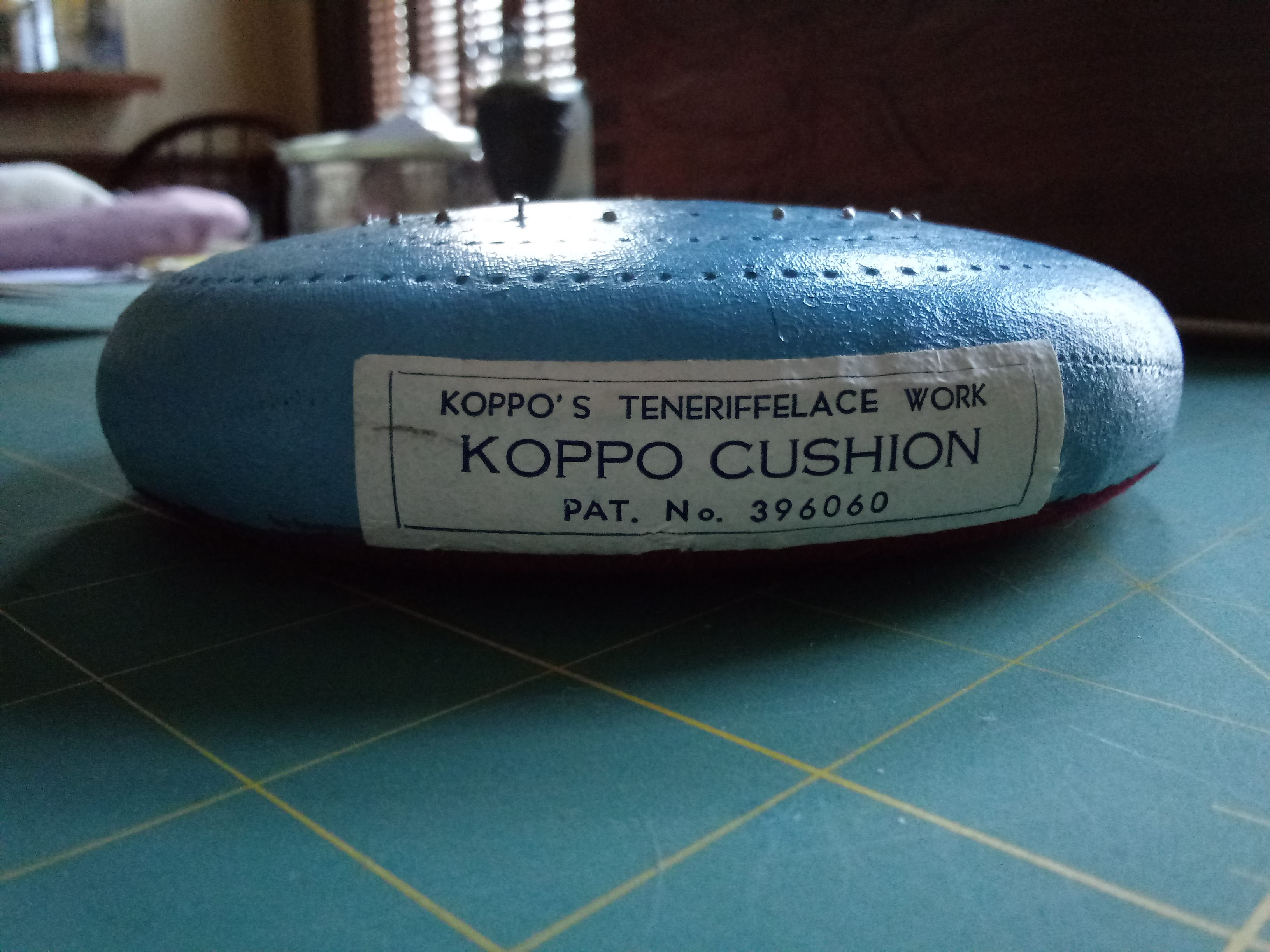
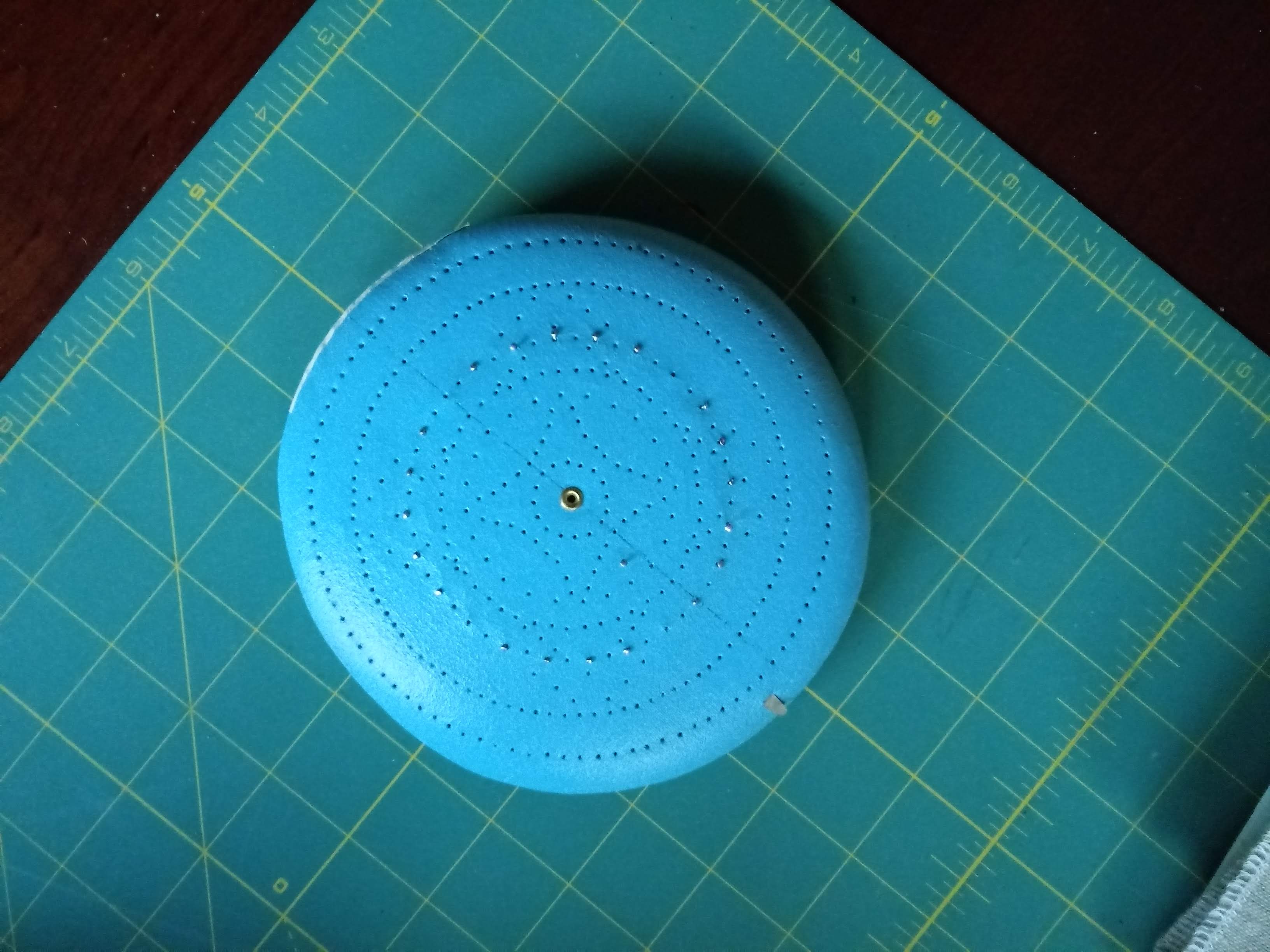
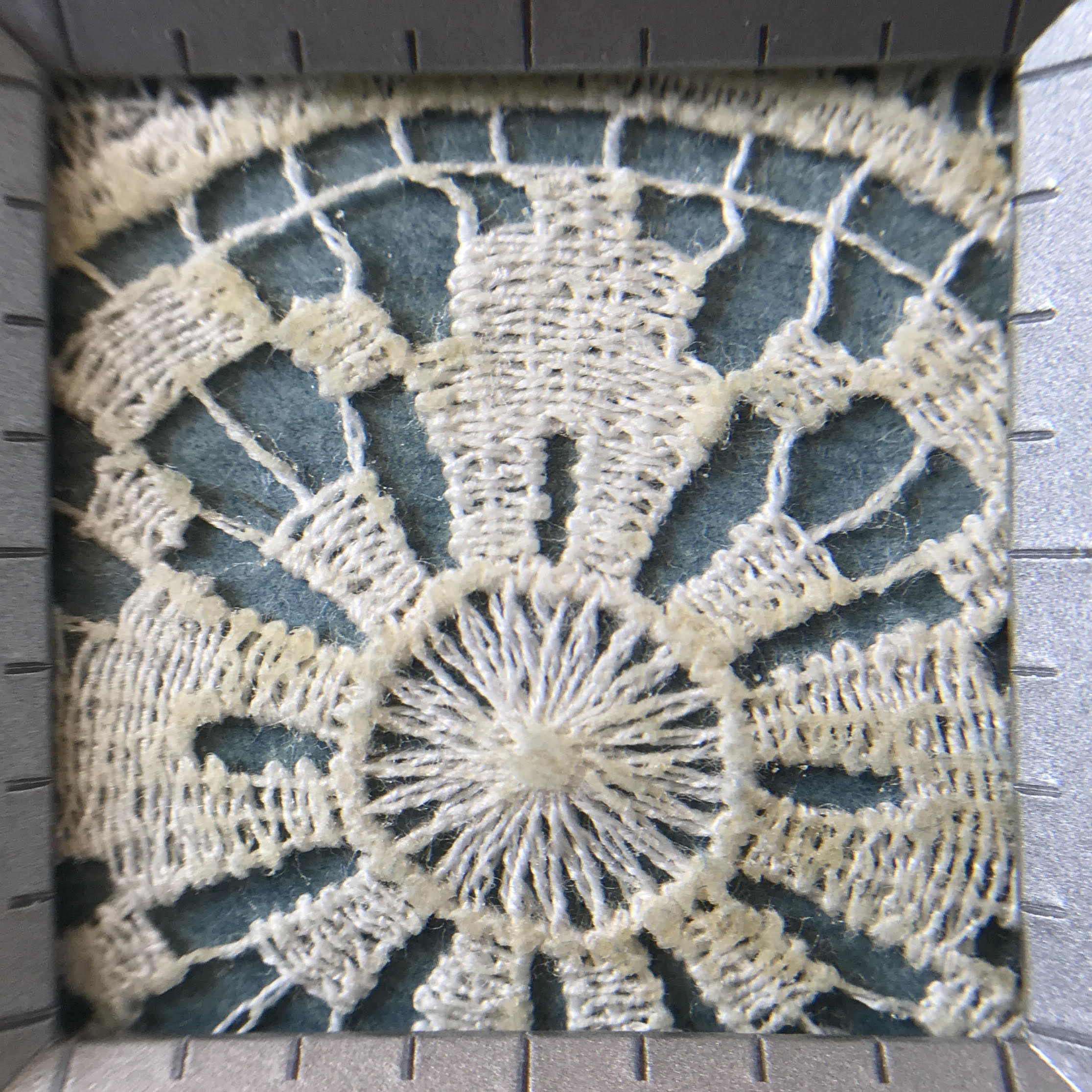